# Pueblo Nuevo (Córdoba)
Pueblo Nuevo est une municipalité située dans le département de Córdoba, en Colombie.